# Lijst van gemeentelijke monumenten in Weststellingwerf
De gemeente Weststellingwerf heeft 67 gemeentelijke monumenten. Hieronder een overzicht. 

## Blesdijke
De plaats Blesdijke kent 6 gemeentelijke monumenten:
| Object                         | Bouwjaar                   | Architect | Locatie        | Coördinaten                   | Nr.        | Afbeelding         |
| ------------------------------ | -------------------------- | --------- | -------------- | ----------------------------- | ---------- | ------------------ |
| Woonhuis - tolhuis             | 1875                       |           | Markeweg 50-52 | 52° 50' 8" NB, 6° 1' 28" OL   | 0098/WN001 | Woonhuis - tolhuis |
| Boerderij (dwarshuis)          | ca. 1910                   |           | Markeweg 98    | 52° 49' 41" NB, 6° 0' 31" OL  | 0098/WN002 | Upload foto        |
| Schoolmeesterswoning en school | ca. 1880                   |           | Markeweg 103   | 52° 49' 43" NB, 6° 0' 42" OL  | 0098/WN003 | Upload foto        |
| Boerderij                      | oorsprong 16de eeuw / 1717 |           | Markeweg 116   | 52° 49' 34" NB, 6° 0' 9" OL   | 0098/WN004 | Upload foto        |
| Stelpboerderij Lindahoeve      | ca. 1930                   |           | Markeweg 154   | 52° 49' 21" NB, 5° 59' 20" OL | 0098/WN005 | Upload foto        |
| Gemaal Stroomkant              | ca. 1920                   |           | Sasweg 10      | 52° 51' 2" NB, 5° 59' 30" OL  | 0098/WN006 | Upload foto        |

## Boijl
De plaats Boijl kent 3 gemeentelijke monumenten:
| Object               | Bouwjaar    | Architect | Locatie       | Coördinaten                   | Nr.        | Afbeelding           |
| -------------------- | ----------- | --------- | ------------- | ----------------------------- | ---------- | -------------------- |
| Pastorie             | 1936 / 1938 |           | Boijlerweg 82 | 52° 54' 35" NB, 6° 12' 8" OL  | 0098/WN007 | Pastorie             |
| Schoolmeesterswoning | 1917        |           | Boijlerweg 86 | 52° 54' 36" NB, 6° 12' 10" OL | 0098/WN008 | Schoolmeesterswoning |
| Woonboerderij        | ca. 1930    |           | Verwersweg 11 | 52° 55' 21" NB, 6° 14' 40" OL | 0098/WN009 | Upload foto          |

## De Blesse
De plaats De Blesse kent 1 gemeentelijk monument:
| Object                    | Bouwjaar | Architect | Locatie     | Coördinaten                  | Nr.        | Afbeelding                |
| ------------------------- | -------- | --------- | ----------- | ---------------------------- | ---------- | ------------------------- |
| Stelpboerderij d'Oldebles | 1873     |           | Markeweg 14 | 52° 50' 30" NB, 6° 2' 23" OL | 0098/WN010 | Stelpboerderij d'Oldebles |

## De Hoeve
De plaats De Hoeve kent 2 gemeentelijke monumenten:
| Object                     | Bouwjaar              | Architect | Locatie   | Coördinaten                  | Nr.        | Afbeelding                 |
| -------------------------- | --------------------- | --------- | --------- | ---------------------------- | ---------- | -------------------------- |
| N.H. Kerk en begraafplaats | begin van de jaren 20 |           | Jokweg 11 | 52° 53' 15" NB, 6° 5' 22" OL | 0098/WN011 | N.H. Kerk en begraafplaats |
| Schoolmeesterswoning       | 1918                  |           | Jokweg 16 | 52° 53' 14" NB, 6° 5' 24" OL | 0098/WN012 | Schoolmeesterswoning       |

## Langelille
De plaats Langelille kent 2 gemeentelijke monumenten:
| Object            | Bouwjaar                   | Architect | Locatie           | Coördinaten                   | Nr.        | Afbeelding        |
| ----------------- | -------------------------- | --------- | ----------------- | ----------------------------- | ---------- | ----------------- |
| Jan Nijlandgemaal | 1929                       |           | Langelilleweg 51  | 52° 50' 36" NB, 5° 50' 31" OL | 0098/WN013 | Jan Nijlandgemaal |
| Brug              | jaren 20 van de 20ste eeuw |           | Kerkeweg / Gracht | 52° 50' 32" NB, 5° 50' 43" OL | 0098/WN014 | Brug              |

## Munnekeburen
De plaats Munnekeburen kent 5 gemeentelijke monumenten:
| Object                         | Bouwjaar   | Architect | Locatie             | Coördinaten                   | Nr.        | Afbeelding  |
| ------------------------------ | ---------- | --------- | ------------------- | ----------------------------- | ---------- | ----------- |
| Arbeiderswoonhuis (veenhuisje) | circa 1860 |           | Scheenepad 11       | 52° 50' 53" NB, 5° 53' 54" OL | 0098/WN015 | Upload foto |
| Windmotor                      | 1921       |           | Veendijk/Scheenepad | 52° 51' 18" NB, 5° 54' 5" OL  | 0098/WN067 | Upload foto |
| Notariswoning                  | circa 1860 |           | Voetpad 41          | 52° 50' 41" NB, 5° 53' 3" OL  | 0098/WN016 | Upload foto |
| Schutsluis                     | 1921       |           | Gracht              | 52° 51' 44" NB, 5° 52' 37" OL | 0098/WN017 | Upload foto |
| Brug                           | circa 1925 |           | Gracht              | 52° 51' 11" NB, 5° 51' 57" OL | 0098/WN018 | Upload foto |

## Nijeholtwolde
De plaats Nijeholtwolde kent 1 gemeentelijk monument:
| Object        | Bouwjaar           | Architect | Locatie     | Coördinaten                   | Nr.        | Afbeelding        |
| ------------- | ------------------ | --------- | ----------- | ----------------------------- | ---------- | ----------------- |
| Begraafplaats | oorsprong ca. 1870 |           | Weerdijk 10 | 52° 53' 53" NB, 5° 59' 22" OL | 0098/WN019 | Meer afbeeldingen |

## Nijelamer
De plaats Nijelamer kent 3 gemeentelijke monumenten:
| Object                     | Bouwjaar              | Architect | Locatie         | Coördinaten                   | Nr.        | Afbeelding                 |
| -------------------------- | --------------------- | --------- | --------------- | ----------------------------- | ---------- | -------------------------- |
| Brug en brugwachterswoning | oudste deel voor 1850 |           | Schipslootweg 1 | 52° 53' 21" NB, 5° 57' 51" OL | 0098/WN020 | Brug en brugwachterswoning |
| Stelpboerderij Nea Tocht   | 1932                  |           | Stadburen 16    | 52° 53' 23" NB, 5° 58' 28" OL | 0098/WN021 | Stelpboerderij Nea Tocht   |
| Boerderij                  | ca. 1930              |           | Stadburen 43    | 52° 53' 17" NB, 5° 58' 28" OL | 0098/WN022 | Boerderij                  |

## Nijetrijne
De plaats Nijetrijne kent 1 gemeentelijk monument:
| Object             | Bouwjaar | Architect | Locatie                  | Coördinaten                   | Nr.        | Afbeelding  |
| ------------------ | -------- | --------- | ------------------------ | ----------------------------- | ---------- | ----------- |
| Vervenersboerderij | ca. 1860 |           | Pieter Stuyvesantweg 138 | 52° 50' 42" NB, 5° 54' 23" OL | 0098/WN023 | Upload foto |

## Noordwolde
De plaats Noordwolde kent 4 gemeentelijke monumenten:
| Object                         | Bouwjaar | Architect | Locatie             | Coördinaten                  | Nr.        | Afbeelding           |
| ------------------------------ | -------- | --------- | ------------------- | ---------------------------- | ---------- | -------------------- |
| Kaasmakerij                    | 1929     |           | Hoofdstraat West 75 | 52° 53' 9" NB, 6° 8' 2" OL   | 0098/WN024 | Kaasmakerij          |
| 20 arbeiderswoningen Rode Dorp | 1922     |           | Rode Dorp           | 52° 54' 14" NB, 6° 8' 25" OL | 0098/WN025 | Meer afbeeldingen    |
| Tramstation                    | 1914     |           | Rotanstraat 3       | 52° 53' 24" NB, 6° 8' 37" OL | 0098/WN026 | Tramstation          |
| Tramdirecteurswoning           | 1913     |           | Rietvlechtstraat 15 | 52° 53' 27" NB, 6° 8' 31" OL | 0098/WN027 | Tramdirecteurswoning |

## Oldeholtpade
De plaats Oldeholtpade kent 3 gemeentelijke monumenten:
| Object                    | Bouwjaar | Architect | Locatie      | Coördinaten                  | Nr.        | Afbeelding                |
| ------------------------- | -------- | --------- | ------------ | ---------------------------- | ---------- | ------------------------- |
| Woonhuis                  | ca. 1925 |           | Hoofdweg 144 | 52° 53' 36" NB, 6° 2' 54" OL | 0098/WN028 | Woonhuis                  |
| Schoolmeesterswoning      | 1918     |           | Hoofdweg 160 | 52° 53' 41" NB, 6° 3' 3" OL  | 0098/WN029 | Schoolmeesterswoning      |
| Pastorie d'Oolde Pastorie | ca. 1885 |           | Hoofdweg 211 | 52° 53' 49" NB, 6° 3' 13" OL | 0098/WN030 | Pastorie d'Oolde Pastorie |

## Oldeholtwolde
De plaats Oldeholtwolde kent 2 gemeentelijke monumenten:
| Object                          | Bouwjaar | Architect    | Locatie             | Coördinaten                  | Nr.        | Afbeelding                      |
| ------------------------------- | -------- | ------------ | ------------------- | ---------------------------- | ---------- | ------------------------------- |
| Slakboerderij De Nieuwe Meenthe | 1937     |              | Heerenveenseweg 173 | 52° 54' 48" NB, 5° 59' 6" OL | 0098/WN031 | Slakboerderij De Nieuwe Meenthe |
| N.H. Kerk                       | 1875     | T.D. Gaastra | Kerkweg 6           | 52° 54' 10" NB, 6° 0' 41" OL | 0098/WN032 | Meer afbeeldingen               |

## Oldelamer
De plaats Oldelamer kent 1 gemeentelijk monument:
| Object                | Bouwjaar | Architect | Locatie     | Coördinaten                  | Nr.        | Afbeelding            |
| --------------------- | -------- | --------- | ----------- | ---------------------------- | ---------- | --------------------- |
| Pastorie Frisia Magna | 1880     |           | Hoofdweg 53 | 52° 52' 24" NB, 5° 56' 2" OL | 0098/WN033 | Pastorie Frisia Magna |

## Oldetrijne
De plaats Oldetrijne kent 4 gemeentelijke monumenten:
| Object                | Bouwjaar | Architect | Locatie                 | Coördinaten                   | Nr.        | Afbeelding            |
| --------------------- | -------- | --------- | ----------------------- | ----------------------------- | ---------- | --------------------- |
| Hervormde kerk        | 1870     |           | Kerkhofslaan 4          | 52° 51' 44" NB, 5° 56' 45" OL | 0098/WN034 | Meer afbeeldingen     |
| Begraafplaats         | ca. 1870 |           | Kerkhofslaan 20         | 52° 51' 29" NB, 5° 56' 8" OL  | 0098/WN035 | Upload foto           |
| Boerderij Hoeve Clara | ca. 1905 |           | Pieter Stuyvesantweg 84 | 52° 51' 16" NB, 5° 56' 32" OL | 0098/WN036 | Boerderij Hoeve Clara |
| School                | 1918     |           | Sonnegaweg 61           | 52° 51' 55" NB, 5° 57' 24" OL | 0098/WN037 | School                |

## Oosterstreek
De plaats Oosterstreek kent 3 gemeentelijke monumenten:
| Object                 | Bouwjaar | Architect | Locatie         | Coördinaten                  | Nr.        | Afbeelding             |
| ---------------------- | -------- | --------- | --------------- | ---------------------------- | ---------- | ---------------------- |
| Woonhuis - werkplaats  | 1936     |           | Oosterstreek 10 | 52° 53' 41" NB, 6° 8' 58" OL | 0098/WN038 | Woonhuis - werkplaats  |
| Basisschool Matthijsje | 1924     |           | Oosterstreek 23 | 52° 53' 45" NB, 6° 9' 4" OL  | 0098/WN039 | Basisschool Matthijsje |
| Woonhuis De Rozebottel | ca. 1925 |           | Oosterstreek 38 | 52° 53' 49" NB, 6° 9' 32" OL | 0098/WN040 | Woonhuis De Rozebottel |

## Scherpenzeel
De plaats Scherpenzeel kent 1 gemeentelijk monument:
| Object                         | Bouwjaar | Architect | Locatie      | Coördinaten                   | Nr.        | Afbeelding                     |
| ------------------------------ | -------- | --------- | ------------ | ----------------------------- | ---------- | ------------------------------ |
| Schoolmeesterswoning en school | 1918     |           | Grindweg 288 | 52° 49' 32" NB, 5° 52' 30" OL | 0098/WN041 | Schoolmeesterswoning en school |

## Spanga
De plaats Spanga kent 1 gemeentelijk monument:
| Object                       | Bouwjaar | Architect | Locatie          | Coördinaten                   | Nr.        | Afbeelding                   |
| ---------------------------- | -------- | --------- | ---------------- | ----------------------------- | ---------- | ---------------------------- |
| Café - logement De Veehandel | ca. 1880 |           | Spangahoekweg 56 | 52° 49' 28" NB, 5° 52' 33" OL | 0098/WN042 | Café - logement De Veehandel |

## Steggerda
De plaats Steggerda kent 2 gemeentelijke monumenten:
| Object                      | Bouwjaar | Architect | Locatie            | Coördinaten                  | Nr.        | Afbeelding        |
| --------------------------- | -------- | --------- | ------------------ | ---------------------------- | ---------- | ----------------- |
| N.H. Kerk met begraafplaats | 1898     |           | Steggerdaweg 35    | 52° 51' 38" NB, 6° 4' 44" OL | 0098/WN043 | Meer afbeeldingen |
| Pastorie                    | 1898     |           | Steggerdaweg 37-39 | 52° 51' 33" NB, 6° 4' 45" OL | 0098/WN044 | Pastorie          |

## Ter Idzard
De plaats Ter Idzard kent 2 gemeentelijke monumenten:
| Object                    | Bouwjaar | Architect | Locatie         | Coördinaten                  | Nr.        | Afbeelding                |
| ------------------------- | -------- | --------- | --------------- | ---------------------------- | ---------- | ------------------------- |
| Boerderij Terwischa Zathe | 1883     |           | Idzardaweg 78   | 52° 54' 11" NB, 6° 2' 3" OL  | 0098/WN045 | Boerderij Terwischa Zathe |
| Stoomgemaal               | 1900     |           | Ruskemadenweg 5 | 52° 54' 57" NB, 6° 1' 58" OL | 0098/WN046 | Stoomgemaal               |

## Vinkega
De plaats Vinkega kent 1 gemeentelijk monument:
| Object           | Bouwjaar | Architect     | Locatie           | Coördinaten                  | Nr.        | Afbeelding        |
| ---------------- | -------- | ------------- | ----------------- | ---------------------------- | ---------- | ----------------- |
| Kerk van Vinkega | 1899     | Bato Rouwkema | Noordwolderweg 23 | 52° 52' 28" NB, 6° 6' 49" OL | 0098/WN047 | Meer afbeeldingen |

## Wolvega
De plaats Wolvega kent 18 gemeentelijke monumenten:
| Object                         | Bouwjaar             | Architect                        | Locatie                 | Coördinaten                   | Nr.        | Afbeelding                     |
| ------------------------------ | -------------------- | -------------------------------- | ----------------------- | ----------------------------- | ---------- | ------------------------------ |
| Directeurswoning zuivelfabriek | 1914/1915            |                                  | Drafsportlaan 2         | 52° 52' 45" NB, 6° 0' 43" OL  | 0098/WN048 | Directeurswoning zuivelfabriek |
| Boerderij                      | 1875                 |                                  | Heerenveenseweg 31      | 52° 52' 42" NB, 6° 0' 4" OL   | 0098/WN049 | Boerderij                      |
| Artsenwoning                   | 1880                 |                                  | Hoofdstraat West 1      | 52° 52' 28" NB, 5° 59' 48" OL | 0098/WN050 | Artsenwoning                   |
| Doopsgezinde kerk met woning   | 1875                 |                                  | Hoofdstraat West 13     | 52° 52' 28" NB, 5° 59' 46" OL | 0098/WN051 | Meer afbeeldingen              |
| school O.B.S. tuindorp Wolvega | 1923                 |                                  | Lindenlaan 20           | 52° 52' 49" NB, 6° 0' 53" OL  | 0098/WN052 | school O.B.S. tuindorp Wolvega |
| R.K. Pastorie St. Franciscus   | 1939                 | W. te Riele en J. Th. J. Cuypers | Lycklamaweg 6           | 52° 52' 40" NB, 6° 0' 33" OL  | 0098/WN053 | R.K. Pastorie St. Franciscus   |
| R.K. St. Franciscuskerk        | 1914 (toren) en 1939 | W. te Riele en J. Th. J. Cuypers | Lycklamaweg 8           | 52° 52' 41" NB, 6° 0' 34" OL  | 0098/WN054 | Meer afbeeldingen              |
| Kapelletje St. Franciscus      | 1914                 |                                  | Lycklamaweg 10          | 52° 52' 36" NB, 6° 0' 39" OL  | 0098/WN055 | Kapelletje St. Franciscus      |
| St. Franciscus Gesticht        | 1934                 |                                  | Lycklamaweg 31 t/m 45   | 52° 52' 43" NB, 6° 0' 36" OL  | 0098/WN056 | St. Franciscus Gesticht        |
|                                |                      |                                  | Lycklamaweg 51 t/m 81   | 52° 52' 47" NB, 6° 0' 51" OL  | 0098/WN057 |                                |
| Woonhuis                       | 1905                 |                                  | Pastoriestraat 2        | 52° 52' 37" NB, 6° 0' 5" OL   | 0098/WN058 | Woonhuis                       |
| Woonhuis                       | 1919                 |                                  | Spoorsingel 3           | 52° 52' 45" NB, 6° 0' 16" OL  | 0098/WN059 | Woonhuis                       |
| Dubbele woonhuizen             | 1918                 |                                  | Spoorsingel 21 t/m 31   | 52° 52' 47" NB, 6° 0' 14" OL  | 0098/WN060 | Dubbele woonhuizen             |
| Schoolmeesterswoning           | 1919                 |                                  | Spoorsingel 33          | 52° 52' 49" NB, 6° 0' 12" OL  | 0098/WN061 | Schoolmeesterswoning           |
| Notariswoning Helios           | 1907                 |                                  | Steenwijkerweg 11       | 52° 52' 32" NB, 6° 0' 13" OL  | 0098/WN062 | Notariswoning Helios           |
| Dubbel woonhuis                | ca. 1910             |                                  | Steenwijkerweg 12-14    | 52° 52' 31" NB, 6° 0' 9" OL   | 0098/WN063 | Dubbel woonhuis                |
| Woonhuis                       | 1930                 | G. Bergsma uit Wolvega           | Steenwijkerweg 28       | 52° 52' 28" NB, 6° 0' 12" OL  | 0098/WN064 | Woonhuis                       |
| Dubbel woonhuis                | 1912                 |                                  | Tjerk Hiddestraat 21-23 | 52° 52' 37" NB, 5° 59' 56" OL | 0098/WN065 | Dubbel woonhuis                |

## Zandhuizen
De plaats Zandhuizen kent 1 gemeentelijk monument:
| Object               | Bouwjaar            | Architect | Locatie          | Coördinaten                 | Nr.        | Afbeelding           |
| -------------------- | ------------------- | --------- | ---------------- | --------------------------- | ---------- | -------------------- |
| Boerderij met woning | Tussen 1915 en 1920 |           | Zandhuizerweg 39 | 52° 55' 8" NB, 6° 9' 37" OL | 0098/WN066 | Boerderij met woning |

De Friese Meren  ·
Harlingen  ·
Heerenveen  ·
Leeuwarden  · Leeuwarderadeel  ·
Ooststellingwerf  ·
Súdwest‑Fryslân  ·
Smallingerland  ·
Weststellingwerf